# Skoglunds bokförlag
Skoglunds bokförlag var ett bokförlag i Stockholm som huvudsakligen utgav skönlitteratur, historia och politik. Bland utgivningen märks Svenska kulturbilder (12 delar, 1929–1932, ny tryckning 1932–1935, ny följd 1934–1938) av Sigurd Erixon och Sigurd Wallin, samt verk av Winston Churchill och Stefan Zweig.
Förlaget grundades 1865 av Fredrik Skoglund (1839–1917), övertogs 1894 av hans son Nils Skoglund (1868–1917) och leddes 1918–1960 av Bertil Sterner (1891–1966) som 1918 hade gift sig med Lisa Skoglund, dotter till Nils Skoglund. Förlaget ombildades 1919 till aktiebolag. Den sista titeln på Skoglunds var romanen Det stora fälttåget (1973).